# Kim Nam-il
Đây là một tên người Triều Tiên, họ là Kim.
Kim Nam-il (tiếng Hàn Quốc: 김남일; sinh ngày 14 tháng 3 năm 1977) là một cựu cầu thủ bóng đá chơi ở vị trí tiền vệ. Anh cùng Đội tuyển bóng đá quốc gia Hàn Quốc tham dự Giải vô địch bóng đá thế giới 2002.

## Thống kê sự nghiệp
| Đội tuyển bóng đá Hàn Quốc | Đội tuyển bóng đá Hàn Quốc | Đội tuyển bóng đá Hàn Quốc |
| Năm                        | Trận                       | Bàn                        |
| -------------------------- | -------------------------- | -------------------------- |
| 1998                       | 2                          | 0                          |
| 1999                       | 0                          | 0                          |
| 2000                       | 3                          | 0                          |
| 2001                       | 7                          | 1                          |
| 2002                       | 17                         | 0                          |
| 2003                       | 11                         | 0                          |
| 2004                       | 12                         | 0                          |
| 2005                       | 6                          | 0                          |
| 2006                       | 14                         | 0                          |
| 2007                       | 2                          | 0                          |
| 2008                       | 12                         | 0                          |
| 2009                       | 4                          | 0                          |
| 2010                       | 7                          | 0                          |
| 2011                       | 0                          | 0                          |
| 2012                       | 0                          | 0                          |
| 2013                       | 1                          | 1                          |
| Tổng cộng                  | 98                         | 2                          |